# Inviato
L'inviato è una persona incaricata di una missione diplomatica o informativa di particolare importanza. Inviato speciale è un giornalista, solitamente esperto, che viene incaricato dal direttore responsabile di seguire un determinato avvenimento e di descriverlo in prima persona nel luogo stesso in cui si svolge. L'evento può riguardare la politica, un conflitto armato, un congresso, un evento artistico o sportivo o altro ancora. Diversa è la figura del corrispondente, che risiede stabilmente nella città dove è stato inviato, mentre l'inviato segue un unico avvenimento, per poi spostarsi in luoghi sempre diversi in base alle esigenze di copertura informativa del giornale.

## Storia

### Giornalismo in lingua inglese
In lingua inglese è invalso il termine correspondent ("corrispondente"). Una categoria che ha dato molto lustro alla stampa inglese fu quella degli inviati di guerra (war correspondents). Il primo ad emergere fu Robinson, con le sue lettere al Times scritte dalle rive del fiume Elba durante la campagna del 1807. Altri nomi importanti furono William Howard Russell, ancora per il Times (Guerra di Crimea), e Archibald Forbes, per il Daily News (Comune di Parigi). Per tutto il XIX secolo, e parte del XX, gli inviati di guerra inglesi primeggiarono sulla stampa europea nella capacità di raccogliere le notizie e nella prontezza con la quale le trasmettevano alla propria redazione.
Uno dei casi più noti si verificò al tempo della guerra russo-giapponese (1904-1905). L'ufficiale inglese Lionel James costruì una stazione radiotrasmittente (De Forest) su un'isoletta cinese. Dall'isola il segnale radio veniva captato da una nave (il piroscafo Haimun) dotata di telegrafo. Poi il messaggio veniva inviato a Londra. La velocità di trasmissione raggiungeva le 30 parole al minuto. Ogni giorno venivano spediti aerogrammi che la mattina dopo comparivano sul Times. La brillante iniziativa fu interrotta per le minacce delle due nazioni belligeranti, i cui dispacci ufficiali venivano regolarmente scavalcati dai rapporti di James.

### Giornalismo in lingua italiana
In Italia i primi inviati furono denominati redattori viaggianti. Il capostipite è considerato Vico Mantegazza, che a partire dal 1886 effettuò numerosi reportage dai continenti extraeuropei, specialmente dall'Africa, dove descrisse popoli sconosciuti e luoghi ancora inesplorati.